# Pucamyidae
Pucamyidae zijn een uitgestorven familie van tweekleppigen uit de orde Arcida.